# Старонадеждинська сільська рада
Старонаде́ждинська сільська рада (рос. Старонадеждинский сельский совет) — муніципальне утворення у складі Благовіщенського району Башкортостану, Росія. Адміністративний центр — село Старонадеждино.

## Населення
Населення — 940 осіб (2019, 1110 в 2010, 1188 2002).

## Склад
До складу поселення входять такі населені пункти:
| Населений пункт           | Населення, осіб (2002) | Населення, осіб (2010) |
| ------------------------- | ---------------------- | ---------------------- |
| Аннинська, присілок       | -                      | 4                      |
| Аркаул, присілок          | 108                    | 93                     |
| Ахлистіно, село           | 351                    | 344                    |
| Березова Поляна, присілок | 27                     | 27                     |
| Биково, присілок          | 51                     | 44                     |
| Вар'яз, присілок          | 11                     | 12                     |
| Владимировка, присілок    | 33                     | 24                     |
| Старонадеждино, село      | 573                    | 525                    |
| Укман, присілок           | 24                     | 28                     |
| Устюговський, присілок    | 10                     | 9                      |